# Crematogaster rogenhoferi
Crematogaster rogenhoferi — вид мурашок підродини мирміцин (Myrmicinae).

## Поширення
Вид поширений в Південний та Південно-Східній Азії. Трапляється в Шрі-Ланці, Індії, М'янмі, Таїланді, Лаосі, Камбоджі, В'єтнамі, на півдні Китаю, на Тайваню, в Індонезії та на Філіппінах.

## Опис
Дрібні мурашки (робітники мають довжину близько 4 мм, матки більші). Проподеальні шипики на задньогрудці розвинені. Вусики 11-членикові. Голова субквадратна. Стеблинка між грудкою і черевцем складається з двох члеників: петіолюса і постпетіолюса (останній чітко відділений від черевця). Жало розвинене. Лялечки голі (без кокона).